# Tonka Obretenova
Tonka Тihova Obretenova, cunoscută ca Baba Tonka, a fost o revoluționară și eroină națională bulgară.

## Biografie
Tonka Obretenova s-a născut în 1812 în satul Cerven, regiunea Ruse, în familia lui Toncho Postavciata și Minka Toncheva. A fost căsătorită cu un faimos croitor și comerciant din Ruse, Tiho Obretenov (1831), împreună au avut cinci băieți și două fete.
A fost implicată în redeșteptarea națională a bulgarilor. Oferea un mare sprijin moral și financiar Comitetului Revoluționar Secret din Ruse. A fost om de încredere al lui Vasil Levski, casa ei fiind un refugiu sigur și un centru organizațional al figurilor revoluționare.

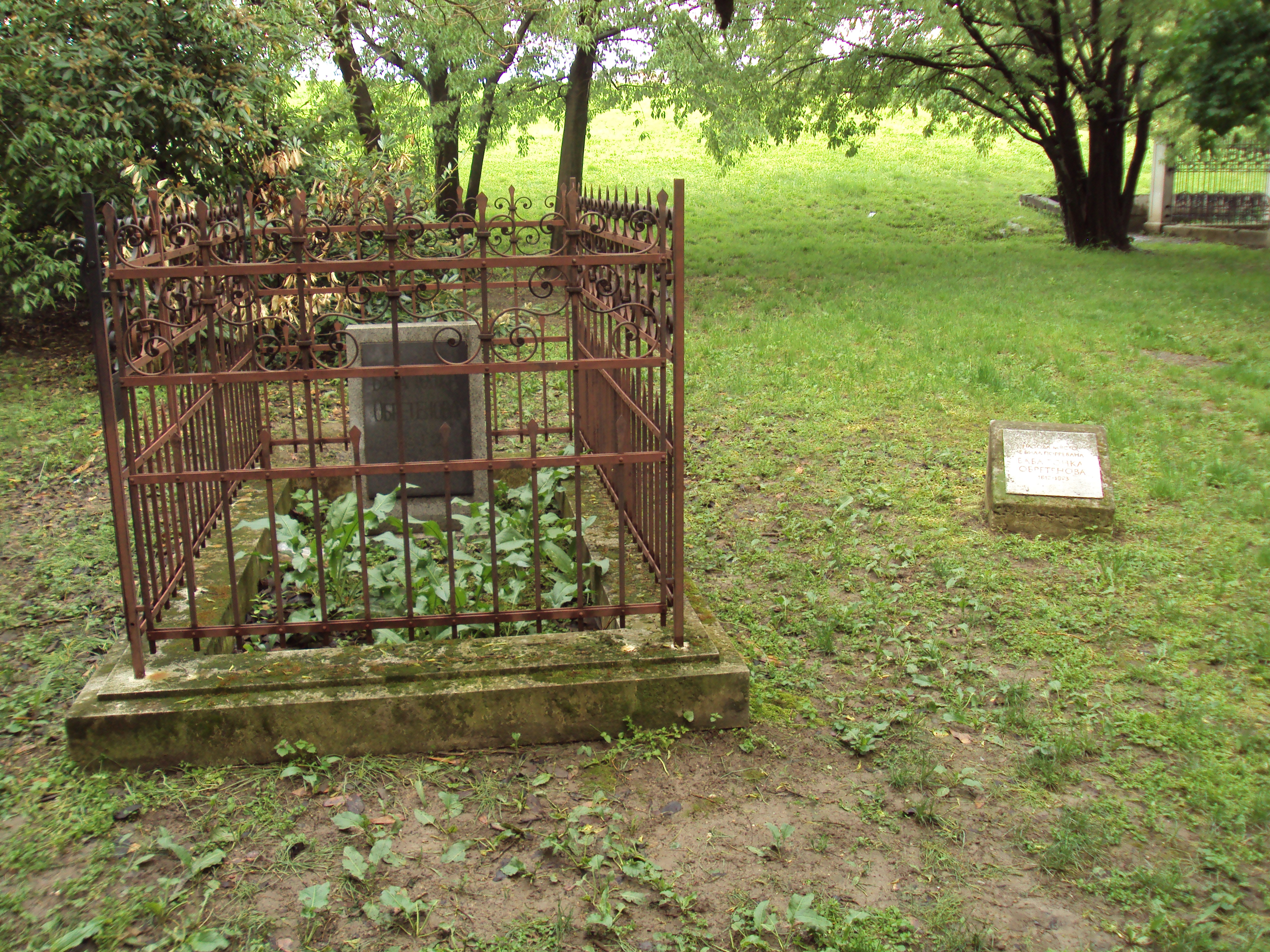
Mormântul Babei Tonka în Ruse

În luptă au fost implicați și copiii ei. Petăr Obretenov și Anghel Obretenov a fost membri în detașamentul lui Hagi Dumitru și Stefan Caragea. Nikola Obretenov era figura principală în Comitetul Revoluționar Secret din Ruse și membru în detașamentul lui Hristo Botev. Gheorghi Obretenov era membru în detașamentul lui Stoil voivoda în timpul revoltei din Stara Zagora (1875). Petrana Obretenova a cusut steagul detașamentului revoluționar din Cerven (1875).
„Patru fii am pierdut! Doi sunt în mormânt și ceilalți sunt pe jumătate morți. Dar dacă aș mai avea încă patru, i-aș face să poarte steagul bulgar cu leul de aur!”—Baba Tonka